# Vodnář (znamení)

Symbol znamení Vodnáře

Vodnář je jedenácté astrologické znamení zvěrokruhu, mající původ v souhvězdí Vodnáře. Je považován za větrné znamení a je jedním ze čtyř pevných znamení. Vodnář byl podle astrologie ovládán planetou Saturn, ale od doby objevení Uranu je za vládce tohoto znamení považována tato planeta.[zdroj?]
V západní astrologii je Slunce v konstelaci Vodnáře zhruba od 20. ledna do 20. února. V sideralistické astrologii je v ní zhruba od 12. února do 14. března.

## Charakteristika
živel
vzduch
planety
Uran (dříve Saturn)
barva
fialová a růžová
povaha
mužská
opačné znamení
Lev